# لوئیس توماس مک فادن
لوئیس توماس مک فادن (انگلیسی: Louis Thomas McFadden؛ ۲۵ ژوئیهٔ ۱۸۷۶ – ۱ اکتبر ۱۹۳۶) یک سیاست‌مدار اهل ایالات متحده آمریکا بود. او یک بانکدار بود و مخالف تأسیس بانک مرکزی آمریکا (فدرال رزرو) بود. او معتقد بود که گروهی بانکدار یهودی اروپایی در تلاش برای توطئه علیه ایالات متحده هستند. او تلاش کرد که هربرت هوور را از رئیس جمهوری خلع کند ولی در این امر موفق نشد.

## زندگی‌نامه
مکفادن در پنسیلوانیا به دنیا آمد. او از کالح وارنر فارغ‌التحصیل شد و سپس به عنوان کارمند در اولین بانک ملی شروع به کار کرد. او در سال ۱۹۱۶ به ریاست بانک رسید و تا سال ۱۹۲۵ عهده دار این پست بود. مک فادن در سال ۱۹۱۴ وارد کنگره آمریکا شد. او در کمیته نظارت بر بانکداری فعالیت می‌کرد.
مک فادن دشمن قسم خورده بانک مرکزی آمریکا (فدرال رزرو) بود و آن را توطئه یهودیان بانکدار اروپایی می‌دانست. در سال ۱۹۳۲ او در سخنرانی در برابر کنگره اعلام کرد که بانک مرکزی آمریکا به صورت عامدانه مشکلات اقتصادی ایجاد کرده است. مک فادن همچنین ادعا کرد که بانکداران وال استریت انقلاب بلشویک در روسیه را از طریق فدرال رزرو و بانکهای اروپایی مدیریت کرده‌اند. مک فادن تلاش کرد که هربرت هوور را از رئیس جمهوری خلع کند؛ ولیکن بقیه جمهوریخواهان با او مخالفت کرده و برنامه او به شدت شکست خورد. او چندین بار تلاش کرد که هیئت مدیره بانک مرکزی آمریکا (فدرال رزرو) را خلع کند که موفق نگردید. در سال ۱۹۳۴ او در کنگره سخنانی یهودستیزانه از کتاب پروتوکول بزرگان صهیون ابراز کرد. او همچنین با اینکه هنری مورگنتائو که یهودی بود وزیر خزانه داری شود مخالفت کرد. مک فادن در روزنامه‌های آلمان نازی پرطرفدار بود و بسیاری سخنان او در آلمان مورد اشاره قرار می‌گرفت.
در سال ۱۹۳۵ او تلاش کرد به کمک سازمانی به نام کمیته مستقل جمهوریخواه ملی جنتیل-مسیحی با برنامه اخراج یهودیان از حزب جمهوریخواه نامزد ریاست جمهوری شود. او در سال ۱۹۳۶ در نیویورک درگذشت.